# 消え行く少女
『消え行く少女』（きえゆくしょうじょ）は、白土三平が1959年に発表した長編漫画作品である。

## 概説
日本漫画社より貸本として上下2冊で出版された。
広島市への原子爆弾投下による主人公の少女の被爆、原爆症による母親の死、少女が旅先で出会った朝鮮人労働者の強制連行と強制送還、ビキニ環礁での核実験、街頭での原水爆禁止運動などが描かれる。
1999年に『白土三平初期異色作選』（青林工芸舎）に収録され、2009年に小学館クリエイティブから貸本単行本完全復刻版として復刊された。
原爆を扱った漫画としては、『なかよし』（講談社）1957年1月-12月号に1年間連載された谷川一彦「星はみている」に次いで古い作品と見られている。

## 登場人物
- 雪子 - 赤ん坊のときに広島で被爆する
- 雪子の母 - 「原子病」のために雪子が中学生のときに亡くなる
- 三太 - 雪子の幼なじみ
- 謎の山男 - 朝鮮半島出身の炭鉱労働者
- 黒眼がねの男